# Frans August Johansson
Frans August Johansson, född 10 juni 1850 i Älmeboda, död 12 juli 1910 i Hultafors, var en svensk teolog.

## Biografi
Johansson blev teologie kandidat vid Lunds universitet 1885, extraordinarie professor i dogmatik vid Uppsala universitet 1892, i exegetisk teologi 1895, samt i samma ämne vid Lunds universitet 1897. Han deltog i kyrkomötena 1903, 1908 och 1909. Johansson utgav förutom fackteologiska skrifter på Kunglig majt:s uppdrag förslag till en ny katekes, Handledning för den första kristendomsundervisningen (1908) och var en av initiativtagarna till Kyrklig tidskrift (1895).